# La Thébaïde, ou les Frères ennemis
La Thébaïde, ou les Frères ennemis (La Tebaida, o els germans enemics) és una tragèdia en cinc actes i en vers (1.516 alexandrins) de Jean Racine, la primera de l'autor, representada sense gaire èxit, el 20 de juny de 1664, al Palais-Royal. Té com a temàtica el combat i la mort dels dos joves fills d'Èdip: Etèocles i Polinices, així com la mort també de la seva germana Antígona. Anteriorment, el tema ja havia estat tractat per l'Antígona de Sòfocles, les Fenícies d'Eurípides però, sobretrot, per l'Antígona de Jean Rotrou

## Sinopsi
Etèocles i Policines, dos germans enemistats, combaten amb fúria, malgrat les súpliques de la seva mare Jocasta i de la seva germana Antígona, malgrat la noble abnegació dels seus cosins, Ménécée i Hemó, fills de Creont. Tots els personatges, sense excepció, són morts, es maten o moren de dolor al llarg de l'obra.
L'escena té lloc a Tebes, a la sala del palau reial.

## Personatges
- Étéocle, rei de Tebes
- Polynice, germà d'Étéocle
- Jocaste, mare dels dos prínceps i d'Antigone
- Antigone, germana d'Étéocle i de Polynice
- Créon, oncle dels prínceps i de la princesa
- Hémon, fill de Créon, amant d'Antigone
- Olympe, confident de Jocaste
- Attale, confident de Créon
- Un Soldat de l'exèrcit de Polynice
- Guardes